# 无毛淡红忍冬
无毛淡红忍冬（学名：Lonicera acuminata var. depilata）为忍冬科忍冬属下的一个变种。